# Ambarnyi
Ambarnyi (en carélien : Aittaniemi, en finnois : Vänkäjärvi, en russe : Амба́рный, Ambarnyi) est une municipalité rurale du raïon de Louhi en république de Carélie.

## Géographie
Ambarnyi est situé entre le lac Pirttijärvi et le lac Ambarnoje, à 43 km au sud-est de Louhi.
La municipalité d'Ambarnyi a une superficie de 6 933,65 km2.
Il est bordé au nord par les municipalités de Pääjärvi, Kiestinki, Louhi, Plotina et Malinavaara du raïon de Louhi et par l'oblast de Mourmansk au delà de la mer Blanche, au sud-est et au sud par Kuusema et Vääräkoski du raïon de Kem ainsi qu'au sud-ouest par Jyskyjärvi et Luusalmi du raïon de  Kalevala.
La majeure partie du territoire est boisée.

## Démographie
Recensements (*) ou estimations de la population
| 1959  | 1979  | 1989  | 2009 |
| ----- | ----- | ----- | ---- |
| 1 997 | 1 579 | 1 384 | 737  |

| 2013 | - | - | - |
| ---- | - | - | - |
| 606  | - | - | - |